# Alexander Roncevic
Alexander Roncevic is een Oostenrijkse sporter die zich heeft gespecialiseerd in Hyrox, een fitnesscompetitie die uithoudingsvermogen en kracht combineert. Hij staat bekend om zijn indrukwekkende prestaties in deze sport, waarin hij meerdere keren kampioen is geworden.

## Carrière
Alexander Roncevic heeft een achtergrond in functionele fitness en is al jaren een dominante speler in de Hyrox-scene. Hij neemt sinds 2020 deel aan internationale Hyroxwedstrijden. Zijn consistentie en prestaties maken hem tot een toonaangevende figuur binnen de sport.

### Belangrijkste prestaties
- Hyrox Wereldkampioenschappen: Roncevic won meerdere keren de Hyrox Pro Men's divisie op het wereldkampioenschap, waar hij het opnam tegen de beste atleten ter wereld.[1]
- Het Hyrox Rotterdam (2022): In Rotterdam versloeg hij zijn concurrenten met een tijd van 58:30, wat een van de snelste tijden is in de geschiedenis van Hyrox.[2]
- HYROX Essen (2023): Roncevic won de pro-divisie met een tijd van 59:10, waarmee hij zijn dominantie in Europa verder bevestigde.[3]
- Hyrox Amsterdam (2024): Wederom werd hij kampioen bij de Hyrox Pro Men's divisie met een tijd van 54:07.[4]

## Persoonlijk leven
Buiten zijn sportcarrière geeft Alexander Roncevic vaak trainingen en workshops voor sporters die zich willen verbeteren in de Hyroxdiscipline. Hij is een inspiratiebron voor zowel beginners als gevorderde atleten. Zijn toewijding aan training en zijn strategische aanpak in de sport maken hem tot een van de meest gerespecteerde atleten in de Hyroxgemeenschap.